# Сельское поселение «Деревня Жилетово»
Се́льское поселе́ние «Дере́вня Жиле́тово» — муниципальное образование в Дзержинском районе Калужской области Российской Федерации.
Административный центр — деревня Жилетово.

## История
Сельское поселение «Деревня Жилетово» образовано 28 декабря 2004 года в соответствии с Законом Калужской области № 7-ОЗ.

## Население
| 2010  | 2012  | 2013  | 2014  | 2015  | 2016  | 2017  |
| ----- | ----- | ----- | ----- | ----- | ----- | ----- |
| 3090  | ↗3096 | ↘3094 | ↘3067 | ↗3082 | ↘3075 | ↘3069 |
| 2018  | 2019  | 2020  | 2021  |       |       |       |
| ↘3026 | ↘2992 | ↘2976 | ↗3052 |       |       |       |

## Состав сельского поселения
| № | Населённый пункт | Тип населённого пункта       | Население |
| - | ---------------- | ---------------------------- | --------- |
| 1 | Жилетово         | село, административный центр | ↘3052     |